# Astragalus luteolus
Astragalus luteolus là một loài thực vật có hoa trong họ Đậu. Loài này được H.T.Tsai & T.F.Yu miêu tả khoa học đầu tiên.